# 1130

## Esdeveniments
- La dinastia almohade s'estableix al Marroc
- Comença a veure's l'art gòtic
- Els poemes provençals de Marcabru

## Necrològiques
- K'uan Fan (990-1930) Pintor xinès de l'Escola del Nord